# Angangueo (kommun i Mexiko)
Angangueo är en kommun i Mexiko.   Den ligger i delstaten Michoacán de Ocampo, i den södra delen av landet, 120 km väster om huvudstaden Mexico City.
Följande samhällen finns i Angangueo:
- Mineral de Angangueo
- Colonia Independencia
- Manzana de la Trinidad
- Jesús de Nazareno
- La Rondanilla
- Primera Manzana de Nicolás Romero
- Segundo Cuartel de Rondanilla
- Dolores
- El Puerto
- La Calera